# تلوث الهواء في تركيا

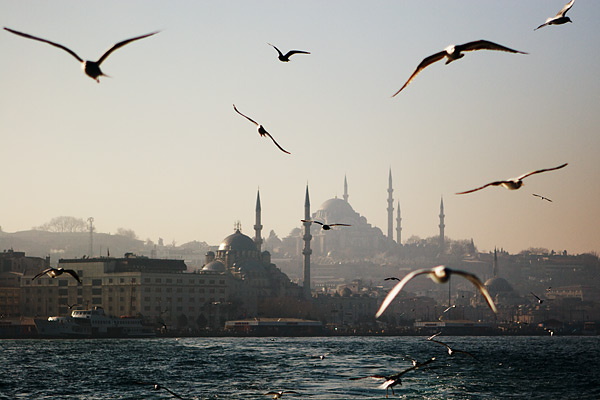
الضباب الدخاني فوق إسطنبول أوائل القرن الحالي.

يعد تلوث الهواء في تركيا من أشد المشكلات البيئية فتكًا في البلاد، إذ يتعرض الجميع في أنحاء البلاد لأكثر مما تضمنته أدلّة منظمة الصحة العالمية. يموت أكثر من 30000 شخص كل عام بسبب الأمراض المرتبطة بتلوث الهواء، أي أكثر من 8% من وفيات البلاد. يقدر الباحثون أن الحد من تلوث الهواء إلى حدود منظمة الصحة العالمية من شأنه أن ينقذ سبعة أضعاف عدد الأرواح التي فقدت في حوادث المرور في عام 2017.
يشكل النقل البري في المدن التركية والفحم في تركيا عاملان رئيسيان من عوامل التلوث، ولكن ما يؤثر بشكل رئيسي على مستويات تلوث الهواء هو كثافة المركبات. ارتفع عدد المركبات التي تعبر طرق تركيا من 4 ملايين في عام 1990 إلى 25 مليونًا في عام 2020. كما أن جودة الهواء المحيط وسقوف الانبعاثات الوطنية لا تتوافق مع معايير الاتحاد الأوروبي، وعلى عكس الدول الأوروبية الأخرى، فإن العديد من مؤشرات تلوث الهواء في تركيا غير متاحة. لا يوجد حد للجسيمات الهوائية الصغيرة جدًا (بّي إم 2.5/الجسيمات المعلقة 2.5)، والتي تسبب أمراض الرئة، إذ لم تعد تُقاس كليًا منذ عام 2021، ولم يُبلغ عنها رسميًا.
تنبعث من السيارات والشاحنات عوادم الديزل والجسيمات المعلقة وأكاسيد النيتروجين والأبخرة الأخرى في المدن، ولكن من المقرر أن يبدأ إنتاج أولى السيارات الكهربائية الوطنية التركية في عام 2022. يُستخدم الفحم البني منخفض الجودة، ويحترق في المدن وأقدم محطات الطاقة العاملة بالفحم في البلاد، وشكل جزءًا كبيرًا من المشكلة.
انخفض تلوث الهواء في المدن الكبرى بشكل كبير في أوائل عام 2020 بسبب قيود جائحة كوفيد-19، لكنه عاد للارتفاع مرة أخرى بحلول منتصف العام. تعدّ منصة الحق في هواء نظيف في تركيا، وغرفة المهندسين البيئيين من بين المنظمات التي تنظم الحملات الهادفة لهواء أنظف.